# Mischa Epper
Mischa Epper, nata Maria Catharina Quarles van Ufford, (Bloemendaal, 18 agosto 1901 – Basilea, 22 ottobre 1978), è stata un'artista olandese naturalizzata svizzera.

## Biografia
Mischa Epper nasce a Bloemendaal da una famiglia olandese. Si trasferisce a Zurigo nel 1918, dove conosce Han Coray, Fritz Pauli e Ignaz Epper, che sposa nel 1919. Nel 1922 frequenta un corso di danza a Dresda da Mary Wigman.
Nel 1923 è apprendista all'atelier di scultura Baltensperger a Zurigo (città dove conosce Hermann Haller) e nel 1924 illustra "Woly, Sommer im Süden" di Hans Morgenthaler. Nel 1930 studia con Franz Fischer. Nel 1932 si trasferisce ad Ascona insieme al marito, dove conosce Remo Rossi; nell'atelier di quest'ultimo, a Locarno, per realizzare le sue sculture usa argilla e gesso. Successivamente le fa fondere in bronzo. Il suo stile segue la scuola francese più che l'espressionismo, e mostra particolare sensibilità nello studio psicologico dell'espressione dei soggetti artistici.
Nel 1937 collabora con il teatro delle marionette di Ascona, il "MarionettenTheater",  creando diversi personaggi, con una certa rilevanza fino agli anni sessanta. Negli anni successivi esegue numerosi ritratti, tra cui spiccano quelli di Carl Gustav Jung, di cui era amica e con cui ebbe un rapporto intellettuale.
Gravemente malata, si spegne a Basilea il 22 ottobre del 1978, lasciando un rilevante patrimonio artistico, in parte conservato nel Museo Epper di Ascona, che aveva fondato assieme al marito, e da cui deriva la fondazione che porta il loro nome.